# Інститут Роберта Коха
52°32′21″ пн. ш. 13°20′50″ сх. д. / 52.539194444444° пн. ш. 13.347194444444° сх. д.
Інститут імені Роберта Коха (нім. Robert-Koch-Institut, RKI) — федеральний інститут Німеччини з вивчення інфекційних захворювань та непереносних хвороб, розташований в Берліні. Є однією з центральних науково-дослідних установ Німеччини та підпорядковується безпосередньо Федеральному міністерству охорони здоров'я.

## Історія
Інститут був заснований 1891 року як науковий відділ Прусського королівського інституту інфекційних захворювань. З моменту його заснування і до 1904 року інститутом керував відомий мікробіолог Роберт Кох.
2020 року Інститут імені Роберта Коха став особливо відомим серед громадськості, як надійне й кваліфіковане джерело інформування про Covid-2019 та перебіг пандемії коронавірусної хвороби 2019 в Німеччині та світі.

## Структура
Нині Інститут Роберта Коха складається з таких відділів:
- Відділ інфекційних захворювань (нім. Abteilung für Infektionskrankheiten)
- Відділ епідеміології і моніторингу здоров'я (нім. Abteilung für Epidemiologie und Gesundheitsmonitoring)
- Відділ інфекційної епідеміології (нім. Abteilung für Infektionsepidemiologie)
- Центр біологічної безпеки (нім. Zentrum Biologische Sicherheit)
- Центр генної технології (нім. Zentrum Gentechnologie)
- Проектні групи інфекційної біології та епідеміології (нім. Projektgruppen Infektionsbiologie und Epidemiologie)
- Адміністративний відділ (нім. Leitungsbereich und Zentrale Verwaltung)
- Правовий відділ (нім. Referat Rechtsangelegenheiten)
- Відділ преси, роботи з громадськістю та бібліотек (нім. Presse, Öffentlichkeitsarbeit, Bibliotheken)
- Відділ досліджень і координації (нім. Forschungsangelegenheiten und Koordination)